# Дворянска родословна книга
Дворянска родословна книга (на руски: дворянская родословная книга) е документ, оформящ привилегиите на дворянската (благородническата) част от населението на всяка губерния на Руската империя. Съставянето и воденето на такава книга, в която са вписани всички дворянски родове от дадена губерния, е предписано в дарствената грамота на императрица Екатерина II към благородническото съсловие („Грамота за правата, свободите и преимуществата на благородното руско дворянство“) от 21 април 1785 г.
За да се докаже, че дадено лице има право да се ползва с благородническите права на грамотата, в дворянските родословни книги се вписвали всички благороднически родове и тяхната генеалогия (родословно дърво). Така може да се проследи и уточни кой е дворянин и кой не. За воденето на книгите е било отговорно съответното Губернско дворянско събрание. Раждане, брак, деца, смърт – всичко трябвало да бъде докладвано на събранието и вписвано в тия книги.
Книгите са били разделени на шест части (в Санктпетербургска губерния – седем части). Всяка част включвала благороднически родове от определена категория:
- I част – вписват се родовете спадащи към „действителното дворянство“ (наричано също „дарено дворянство),[1] което според точка 77 от дарствената грамота „[...] са нищо друго освен онези родове, които от НАС самите и от други короновани глави са удостоени с благородническо достойнство посредством диплома, герб и печат“.[2]:с. 20 Уточнява се също: „но за да се укаже справедливост и на онези родове, които имат доказателства за действително благородничество от изминалите 100 години, то позволяваме и тези родове да се впишат в тази част“.[2]
- II част – вписват се родовете спадащи към „военното дворянство“,[1] което според точка 78 от дарствената грамота „[...] са нищо друго освен онези родове, за които в издадения указ лично от, блажена му и вечнодостойна памет, ГОСПОДАРЯ ИМПЕРАТОР ПЕТЪР ПЪРВИ на 16-я ден на януари 1721 г. е указано с тия слова: „Всички оберофицери, които произлизат не от дворянството, те и техните деца и техните потомци са дворяни, и трябва да им се даде патент за дворянство“.[2]:с. 20 По-късно с реформите на Александър II (1856 г.) правото на потомствено дворянство се ограничава само до най-високите военни чинове, като се започне с VI ранг – полковник.
- III част – вписват се родовете спадащи към „осмокласното дворянство“ (наричано също „служебно дворянство“ или „дворянство по орден“),[1] което според точка 79 от дарствената грамота се определя като „[...] нищо друго освен онези родове, за които в Таблицата на ранговете на, блажена му и вечнодостойна памет, ГОСПОДАРЯ ИМПЕРАТОР ПЕТЪР ПЪРВИ от 24-я ден на януари 1722 г. в точка 11 е указано с тия слова: „Всички руски или чуждестранни служители, които се намират или действително са били сред първите осем ранга, имат своите законни деца и потомци във вечни времена на най-доброто висше дворянство във всички достойнства и авантажи, за да бъдат равно почитани, дори ако са били от ниска порода и преди това от коронованите глави никога не са били произведени в дворянско достойнство или не са били снабдени с герб“.[2]:с. 20 – 21 Това означава опростено, че всички руски и чуждестранни служители на държавна служба в Руската империя, заемащи един от първите осем ранга от Таблицата на ранговете, са получавали автоматично потомствено благородничество. В тази част са се вписвали и родове, получили благородническо достойнство чрез присъждане на един от ордените на Руската империя.[1][2]:с. 24[3][4] По-късно с реформите на Александър II (1856 г.) правото на потомствено дворянство се ограничава само до най-високите граждански чинове, като се започне с IV ранг – действителен държавен съветник (вместо XVIII ранг).
- IV част – вписват се „чуждестранни родове“.[1][5] Съгласно точка 80 от дарствената грамота, „чуждестранни родове са не инакви, ами ония, които са встъпили в Руско поданичество, и за които е упоменато в указите от 1785 година относно попълването на разрядните родословни книги[Бележка 1], повеляващи, такива царски, владетелски, княжески и други външни честни родове да се вписват в особена част на родословната книга“.[2]:с. 21 Става въпрос за чуждестранни благородници, които, приемайки руско поданичество, биват признати за вече руски благородници.
- V част – вписват се „с титли отличени родове“.[1][5] Съгласно точка 81 от дарствената грамота, „с титли отличени родове са не инакви, ами ония, от които е присвоено или наследствено, или по съизволение на коронован глава название или княжеско, или графско, или баронско, или друго“.[2]:с. 21

- VI част – вписват се благороднически родове спадащи към „древното дворянство“,[1] което според точка 82 от дарствената грамота се определя като „[...] нищо друго освен онези родове, чиито доказателства за благородство датират от сто и повече години; благородното им начало е покрито с неизвестност“.[2]:с. 21 – 2 Съответно „древни благородници“ са ония, произлизащи от родове, придобили благородническо достойнство преди 21 април 1685 г. (100 години преди издаването на дарствената грамота). Основното доказателство за тяхната древност е споменаването им в т. нар. столбци – средновековни списъци за предоставяне на служебни имения, от които се вижда кой е бил с какъв чин, на каква служба и какви имения е владял (и селяните в тях).
- VII част (особена част) – учредена с височайши рескрипт на Александър I от 1 януари 1807 г., издаден на името на генерала от пехотата, главнокомандващ Първа област[Бележка 2] на Земската войска[Бележка 3] – граф Николай Алексеевич Татищев, предвидена само за Санктпетербургска губерния.[6][7] Предназначена за вписване имената на дворяни, отличили се в Земското опълчение от 1806 г.:[6]
  - имена на избраните от дворянството началници на земската войска на губернско и уездно равнище, както и всички частни подразделения.
  - дарители на опълчението (с указване на дарението).
  - губернски и уездни предводители на дворянството, служещи в този тригодишен период.

Родословната книга е съставяна от специална комисия на Дворянското депутатско събрание, състояща се от депутати, избрани от дворяните на всеки уезд, оглавявана от губернския предводител на дворянството на съответната губерния.:с. 18 Комисията работи въз основа на азбучни списъци на потомствени благородници, представлявани от уездните предводители на дворянството, и разглежда представените за всеки род доказателства, на чието основание се взема решение за внасянето на дадения род в определена част на родословна книга.:с. 18
В родословната книга се вписват само потомствени благородници – т. е. онези, чийто благороднически статус се предава по наследство.:с. 18 Личните благородници, т.е. ония, които са удостоени с пожизнен благороднически статус без право на предаване на потомството си, не се включват в родословната книга.:с. 19
Преди Подялбата на Полско-литовската държава между 1772 и 1795 г. тамошните благородници (шляхта) били записвани в специални гербовници. Впоследствие, след частичното анексиране от Руската империя, те биват включени в родословните книги на съответните губернии на Руската империя. С указ на император Павел I от 20 януари 1797 г. е създаден „Общ гербовник на дворянските родове на Всеруската Империя“.
На основание свидетелствата на Дворянското депутатско събрание се издавали паспортни книжки.